# 博多郵便局

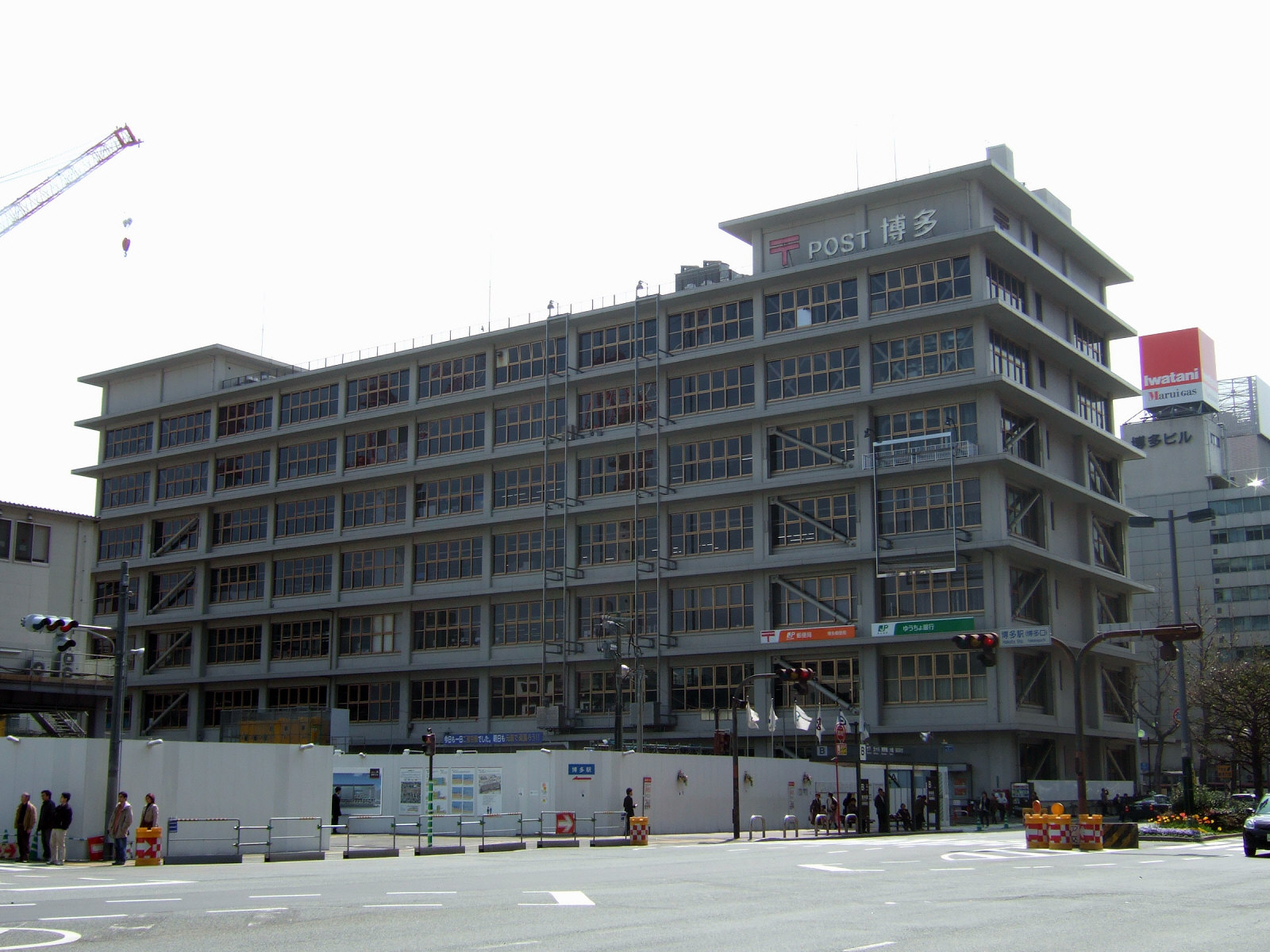
博多郵便局の旧局舎・北館（現存せず、#再開発に伴う移転など参照）

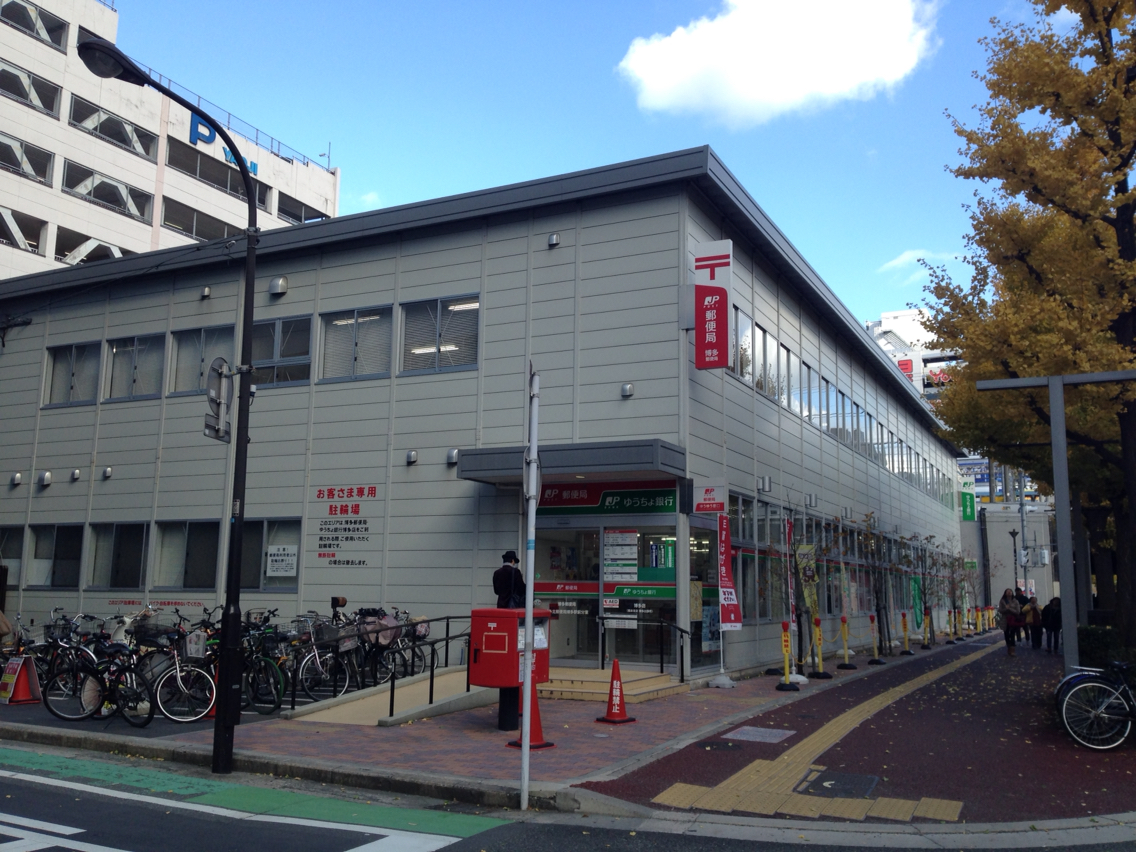
博多郵便局の仮設店舗（再移転、現存せず。#再開発に伴う移転など参照）

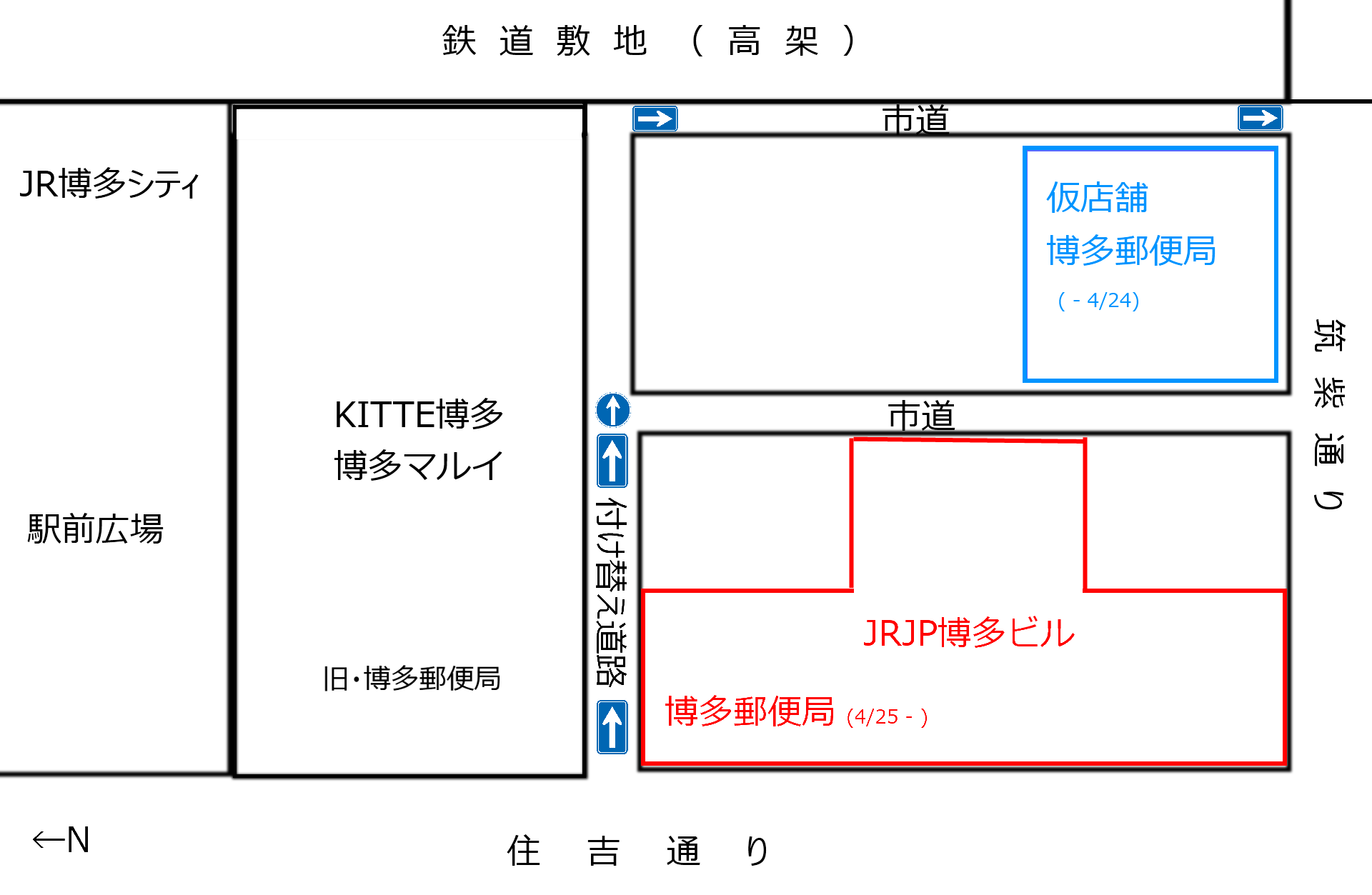
博多駅再開発に伴う博多郵便局の移転状況

博多郵便局（はかたゆうびんきょく）は、福岡県福岡市博多区にある郵便局。民営化前の分類では集配普通郵便局であった。

## 概要
元々、博多部の郵便物は全て福岡郵便局（現在の福岡中央郵便局）で集配されていたため、博多部の郵便物は全て福岡部の郵便物より一日遅れで届いていた。これを商取引上の不便と考えた博多商業会議所（現在の福岡商工会議所）は、1920年（大正9年）に当時の農商務大臣荒井賢太郎に集配局を設置するよう直訴した。荒井は、予算不足を理由に難色を示したが、会議所側が「商業会議所が建物を用意すればよいか」と詰め寄ったため、荒井も「そのときは考えてもよい」と返答した。博多商業会議所は九州電灯鉄道（後の東邦電力）と逓信当局の支援を受けて、翌1921年（大正10年）に電柱置き場だった上祇園町で工事に着手し、翌1922年（大正11年）9月15日に竣工。同年9月30日に開局した。その後、熊本逓信局が博多商業会議所に毎年25,668円の借料を支払っていたが、1936年（昭和11年）に買い上げ、建物も正式に逓信省の管轄となった。
1966年（昭和41年）9月19日、国鉄（現JR九州）博多駅南側に新局舎が竣工。延べ坪数3,242坪、職員数415名は当時九州で第3位の規模を誇り、博多駅前という立地から、福岡都市圏地区の郵便物をまとめる地域統括拠点としての役割を担っていた。しかし竣工から40年が経過したことによる局舎の老朽化や、輸送手段の鉄道から自動車・航空機への移行などにより、2007年（平成19年）5月、市内東区に新設された新福岡郵便局に、筑豊地域と併せた郵便物まとめの地域統括拠点としての役割を移した。
2010年（平成22年）9月21日に集配機能（当時の郵便事業博多支店）が福岡空港近くの国有地（博多区大井一丁目）に移転し、当局には郵便事業博多支店博多駅前分室が設置された。2012年（平成24年）には民営化見直しによって郵便事業株式会社と郵便局株式会社が統合して日本郵便株式会社が発足すると共に郵便事業博多支店は博多北郵便局となり、当局に設置されているかつての郵便事業博多支店博多駅前分室も博多北郵便局の分室となった。

### 住所
- 旧局舎 - 2013年9月16日まで：福岡市博多区博多駅中央街8番1号。
- 仮店舗 - 2013年9月17日から2016年4月24日まで：福岡市博多区博多駅中央街7番19号[1]。
- 移転先 - 2016年4月25日から：福岡市博多区博多駅中央街8番1号 JRJP博多ビル1階[2]。

### 併設施設
- 博多北郵便局博多駅前分室
- ゆうちょ銀行博多店（熊本支店博多出張所）：取扱店番号742830

### 分室
分室はなし。かつて存在した分室は以下の通り。
- 保険局内分室 - 1957年（昭和32年）に廃止された。

### 再開発に伴う移転など
博多駅再開発に併せ、移転・再開発の計画が浮上。2009年4月11日に地元紙の西日本新聞がこれを報じ、その後九州旅客鉄道（以下、JR九州）を含めた関係者で調整を進めた結果、2013年3月25日に都市計画として告示され、4月30日に日本郵便とJR九州が概要を発表した。この時点で郵便局の直近の北面（博多駅前広場との間）と東面（鉄道敷との間）にあった市道は、郵便局裏の敷地（南側および付替道路）との交換として付け替えられていた。発表から3年後を目標に当該南館敷地とJR九州が取得した博多ビルの敷地を一体で再開発し共同ビルを建設するほか、従来の郵便局北館ビルについても建て替えを決め、日本郵便内部で郵便局以外の核テナント等について検討を進める事になった。2013年10月29日に、博多郵便局旧北館跡に出来るビルの核店舗を丸井に決定した。
2013年9月17日より、仮店舗営業を開始。
2016年4月25日より、JRJP博多ビル1階に再移転し営業を開始した。

## 沿革
- 1923年（大正12年）11月1日 - 開局。
- 1949年（昭和24年）11月16日 - 福岡市大字西新町字新屋敷に保険局内分室を設置[9]。
- 1950年（昭和25年）3月27日 - 保険局内分室を福岡市瓦町から同市御供所町へ移転。
- 1956年（昭和31年）10月11日 - 保険局内分室において、電話通話および和文電報受付事務の取扱を開始[10]。
- 1957年（昭和32年）3月28日 - 保険局内分室を廃止。
- 1966年（昭和41年）9月19日 - 福岡市冷泉町から同市三社町（現：博多駅中央街など）に移転するとともに、電話通話および和文電報受付事務を開始。
- 1991年（平成3年）11月 - 郵便物集配用軽四輪車として電気自動車1台を導入。九州郵政局管内では初導入となる[11]。
- 1993年（平成5年）7月1日 - 外国通貨の両替および旅行小切手の売買に関する業務取扱を開始[12]。
- 2007年（平成19年）
  - 3月26日 - 地域区分局機能を新福岡郵便局に移管。相前後して博多南郵便局から博多区南部での集配業務が移管される。
  - 10月1日 - 民営化に伴い、併設された郵便事業博多支店、ゆうちょ銀行博多店に一部業務を移管。
- 2010年（平成22年）9月21日 - 郵便事業博多支店が移転し、当施設には新たに郵便事業博多支店博多駅前分室を設置。
- 2012年（平成24年）10月1日 - 日本郵便株式会社発足に伴い、併設の郵便事業博多支店博多駅前分室は博多北郵便局博多駅前分室となる。
- 2013年（平成25年）9月17日 - 博多郵便局局舎の再開発に伴い、博多郵便局・博多北郵便局博多駅前分室・ゆうちょ銀行博多店が仮店舗に移転。新局舎は、従来の郵便局南館と九州旅客鉄道（JR九州）が所有していた隣接ビルの跡地に建設される再開発ビルに設置することが決定。郵便局本館機能を有していた北館跡地は、日本郵便が中心となって再開発ビルを建設。
- 2016年（平成28年）4月25日 - 仮店舗の博多郵便局・博多北郵便局博多駅前分室・ゆうちょ銀行博多店をJRJP博多ビル1階に移転し営業開始[2]。

## 取扱内容

### 博多郵便局
- 郵便、印紙、ゆうパック、内容証明
- 生命保険、バイク自賠責保険、自動車保険、がん保険、引受条件緩和型医療保険

### 博多北郵便局博多駅前分室
- ゆうゆう窓口

### ゆうちょ銀行博多店
- 貯金、貸付、為替、振替、振込、国際送金、外貨両替、トラベラーズチェック、国債、投資信託、確定拠出年金、変額年金保険
- ATM

## 周辺
- 博多駅

## 交通アクセス
- 博多駅（博多口）から徒歩で約3分。
- 博多バスターミナルから徒歩で約6分。
- 西鉄バス：博多駅前A - Eのりばで下車、徒歩で約1分 。
- 福岡高速2号線：博多駅東出入口から西へ約800m（直線距離）。